# Palazzo del Collegio Puteano
Il palazzo del Collegio Puteano è un edificio di piazza dei Cavalieri, a Pisa.

## Storia e descrizione
Il palazzo, adiacente alla chiesa di San Rocco, venne edificato nelle forme attuali tra il 1594 e il 1598 tramite l'unione di un gruppo di case più antiche.
Nel 1605 venne concesso in affitto perpetuo all'Ordine di Santo Stefano per ospitarvi studenti piemontesi dello Studio Pisano, secondo un desiderio dell'arcivescovo di Pisa di origine biellese Carlo Antonio Dal Pozzo (dal quale deriva il nome Puteano).
La facciata venne decorata da affreschi allegorici tra il 1608 e il 1609 ad opera di Giovanni Stefano Marucelli. A fine Ottocento presentava notevole degrado e nel 1895 fu restaurata  perdendo parte della decorazione originale.
Dopo la soppressione dell'Ordine, il collegio rimase aperto fino al 1925 quando fu chiuso per "deficienza di rendita", ma già nel 1930 la Scuola Normale di Pisa lo fece riaprire come Casa dello Studente della prestigiosa Università che aveva la sede nel vicino palazzo dei Cavalieri, in seguito a un accordo sottoscritto da Giovanni Gentile e dal Cardinale Maffi agevolato dal clima di distensione fra Stato Italiano e Chiesa Cattolica del periodo.
Dopo un restauro, dal 2001 l'edificio è sede del Centro di ricerca matematica "Ennio De Giorgi" e della foresteria della Scuola Normale Superiore.